# Aragyugh
Aragyugh är en ort i Armenien. Den ligger i provinsen Kotajk, i den centrala delen av landet, 25 kilometer norr om huvudstaden Jerevan. Aragyugh ligger 1 631 meter över havet och antalet invånare är 999.
Terrängen runt Aragyugh är lite bergig. Runt Aragyugh är det ganska tätbefolkat, med 149 invånare per kvadratkilometer.. Närmaste större samhälle är Abovjan, 16,5 kilometer söder om Aragyugh. 
Trakten runt Aragyugh består i huvudsak av gräsmarker.